# Reprezentacja Uzbekistanu w piłce wodnej kobiet
Reprezentacja Uzbekistanu w piłce wodnej kobiet – zespół, biorący udział w imieniu Uzbekistanu w meczach i sportowych imprezach międzynarodowych w piłce wodnej, powoływany przez selekcjonera, w którym mogą występować wyłącznie zawodnicy posiadający obywatelstwo uzbeckie. Za jej funkcjonowanie odpowiedzialny jest Uzbecki Związek Pływacki (OSF), który jest członkiem Międzynarodowej Federacji Pływackiej.